# Watervalsysteem
Met watervalsysteem, of watervalsyndroom bedoelt men in het voortgezet of secundair onderwijs dat een leerling start in een theoretische ("moeilijkere") onderwijsvorm (vwo/aso) of studierichting en na een of meer mislukkingen herkiest voor een praktische ("makkelijkere") studie.
Het systeem werkt demotivatie in de hand. Dit is moeilijk tegen te gaan wegens:
- soms onrealistisch hoge verwachtingen van de ouders, die aan aso/vwo ook een meerwaarde toedichten
- de vrijheid van studiekeuze
- de dubbele invulling van de groep leerlingen waar het om gaat: 
  - zij die ten onrechte te hoog zijn gestart, en dus niet aan de eisen kunnen voldoen
  - zij die wel de capaciteiten hebben voor een theoretische studie, maar er de inspanning niet voor opbrengen, en dus ten onrechte "afstromen".

Er is ook kritiek op de stelling:
- sommige praktische richtingen zijn even moeilijk of zelfs moeilijker dan aso-richtingen
- het fenomeen doet zich ook in de tegenovergestelde richting voor.